# Pseudister nigropunctatus
Pseudister nigropunctatus är en skalbaggsart som först beskrevs av Lewis 1899.  Pseudister nigropunctatus ingår i släktet Pseudister och familjen stumpbaggar. Inga underarter finns listade i Catalogue of Life.